# 马蒂诺
马蒂诺（義大利語：Matino），是意大利莱切省的一个市镇。总面积26平方公里，人口11821人，人口密度454.7人/平方公里（2009年）。ISTAT代码为075042。